# Horisme undulifera
Horisme undulifera är en fjärilsart som beskrevs av Butler 1879. Horisme undulifera ingår i släktet Horisme och familjen mätare. Inga underarter finns listade i Catalogue of Life.